# 弘松優衣
弘松 優衣（ひろまつ ゆうい、1990年12月14日 - ）は、オフィスキイワードに所属するフリーアナウンサーで、元・石川テレビ放送アナウンサー。
石川テレビへの在籍中に結婚したことを機に、戸籍名を小山 優衣（こやま ゆうい）に変更しているが、公の活動には旧姓（弘松）を引き続き使用している。

## 来歴
大阪府東大阪市の出身で、実家はお好み焼き店を経営。キャリアコンサルタントの資格を保有する。
大阪桐蔭中学校・高等学校から同志社大学経済学部へ進学。高校時代の同級生に、浅村栄斗（東北楽天ゴールデンイーグルス内野手）がいる。自身も高校時代にチアリーディング部で活動していたため、硬式野球部が浅村などを擁して優勝した第90回全国高等学校野球選手権記念大会（2008年）などでは、阪神甲子園球場のアルプススタンドで同部を応援していたという。
同志社大学への在学中には、3年生だった2011年に、大阪天満宮「天満えびす」の招福娘へ選出。また、生田教室でアナウンス技術の研鑽を積んでいた。
大学卒業後の2013年4月1日付で、有期契約のアナウンサーとして石川テレビに入社。当時報道部に勤務していた石川県出身の記者と、後に結婚した。
石川テレビとの契約期間を2018年3月31日付で満了したことから、地元の関西地方を拠点に、フリーアナウンサーとしての活動を開始。同年4月2日からは、『情報スタジアム 4時!キャッチ』（サンテレビ）の月 - 木曜放送分でメインキャスターを務めている。2020年4月1日からは火 - 木曜放送分を担当していたが、2021年3月19日（金曜日）の最終回を前に、18日（木曜日）放送分で担当を終了。
サンテレビ制作番組へのレギュラー出演を終えた後には、2022年4月から株式会社キカガクで機械学習の講師を務める一方で、テレビ・ラジオ番組への出演を一時控えていた。2024年からはMBSラジオで番組への出演を再開している。

## 担当番組

### 現在
- MBSベースボールパーク（MBSラジオ） - ナイトゲーム中継枠のスタジオアシスタント
  - 2024年6月の第2週から火・水曜分を担当。担当日の中継が21:45までに終了した場合や、担当日に最初から中継を予定していない場合には、『ベースボールパークEXトラ!』（火 - 金曜日のナイトゲーム中継における後座番組）火・水曜分のパーソナリティも務める。2024年9月からは、自身と同じ経歴（石川テレビアナウンサー→オフィスキイワード所属のフリーアナウンサー）の河谷麻湖（木・金曜分のスタジオアシスタント兼『ベースボールパークEXトラ!』パーソナリティ）が産前産後休業へ入ったことを受けて、木曜日の中継と『ベースボールパークEXトラ!』にも出演。

### 過去

#### 石川テレビアナウンサー時代
- 石川テレビスーパーニュース
- 石川さん情報Live リフレッシュ
- 石川さん みんなのニュース
- SHOPてチョーダイ!
- 石川さん こんやのニュース
- 北陸中日新聞テレビ日曜夕刊

#### フリーアナウンサーへの転向後
- 征平・吉弥の土曜も全開!!（ABCラジオ、2018年4月21日[11] - 2019年3月23日、月に2回程度のペースで「全開リポート」を担当）
- ダンナの昼顔（TBSテレビ制作の全国ネット向け特別番組、2021年2月4日）

サンテレビジョン
- 情報スタジアム 4時!キャッチ 月 - 木曜→火 - 木曜メインキャスター（2018年4月2日 - 2021年3月18日）
- SUN-TV日曜夕刊 キャスター（2018年4月8日 - 9月30日)
- ニュースSUNデー キャスター（2018年10月7日 - 2019年3月31日、『SUN-TV日曜夕刊』の後継番組）

MBSラジオ
- 福島のぶひろの　いんじゃない?
  - 2024年4月26日：福島のぶひろ（福島暢啓）のパートナーを本来務めている関岡香（いずれも毎日放送アナウンサー）が、同局の正社員定年（60歳）を前に慰労休暇を取得。代行としてパートナーを務めた。
  - 2024年5月17日：石川テレビ放送への在籍中に居住していた石川県の魅力や観光スポットを紹介すべく、「週末ですよー」（17時台前半のコーナー）限定で出演。